# ليزلي لانغلي
ليزلي لانغلي (بالإنجليزية: Lesley Langley)‏ هي متسابقة ملكة الجمال وعارضة وممثلة بريطانية، ولدت في 1945 في وايمث في المملكة المتحدة.

## وصلات خارجية
- ليزلي لانغلي على موقع IMDb (الإنجليزية)